# Henry Wellesley

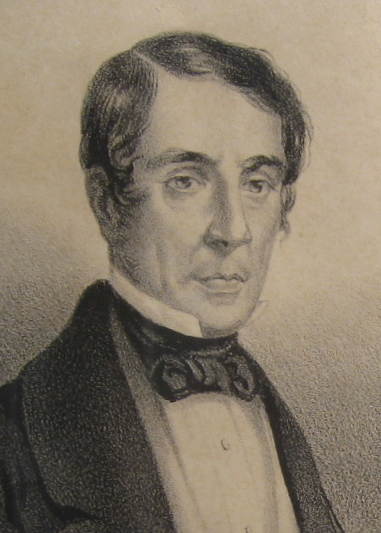
Henry Wellesley

Henry Wellesley, primer barón de Cowley (20 de enero de 1773-27 de abril de 1847), fue un diplomático y político angloirlandés. Era el hermano menor del diplomático y político Richard Wellesley, secretario del Foreign Office entre 1808 y 1812, y del militar y político Arthur Wellesley, primer duque de Wellington. Es particularmente conocido por su servicio como embajador del Reino Unido de Gran Bretaña e Irlanda en la España «patriota» durante la Guerra de la Independencia, donde actuó en cooperación con su hermano Arthur para obtener el apoyo de las Cortes de Cádiz.

## Carrera diplomática
La carrera diplomática de Henry Wellesley comenzó en 1791 cuando fue nombrado agregado de la embajada británica en La Haya. Al año siguiente, se convirtió en Secretario de Legación en Estocolmo. En 1794, durante un viaje de vuelta a Gran Bretaña desde Lisboa con su hermana Anne, fue capturado por los franceses y permaneció en prisión durante el apogeo del Terror, escapándose solo en 1795. En ese año ocupó el escaño de Trim en la Cámara de los Comunes irlandesa.
En las elecciones generales de 1807 fue elegido para la Cámara de los Comunes del Reino Unido y ocupó el escaño hasta su dimisión en 1809. En ese año se convirtió en el enviado británico a España: su hermano mayor, Robert Wellesley, ahora marqués de Wellesley, era entonces secretario del Foreing Office, mientras que su hermano Arthur (entonces vizconde de Wellington) era el comandante de las fuerzas anglo-portuguesas en la península ibérica. Juntos, los tres hermanos ayudaron a que la campaña peninsular (Peninsular War) fuera un éxito, y en 1812 Henry fue nombrado caballero. Permaneció como embajador en España hasta 1821. En 1823, fue nombrado embajador en Austria, donde permaneció hasta 1831.
En enero de 1828, Wellesley fue nombrado barón de Cowley, en el condado de Somerset, debido a la influencia de su hermano Arthur, duque de Wellington, con el primer ministro, Lord Goderich. Su último servicio diplomático fue en París, donde desempeñó el cargo de embajador británico en Francia durante las administraciones de Robert Peel en 1835 y 1841–1846. En 1846 se jubiló, pero permaneció en París, donde murió al año siguiente.
Su hijo mayor, Henry Richard Charles Wellesley, siguió los pasos de su padre como diplomático y ocupó la embajada de París durante quince años.